# Ljubomir Vračarević
Ljubomir Vračarević (en cirílico serbio: Љубомир Врачаревић; Varaždin, 6 de mayo de 1947 - Belgrado, 18 de noviembre de 2013) fue un artista marcial serbio, fundador del Aikido Real.
Ljubomir Vračarević estudió aikidō desde 1971. Durante su primera visita en Japón practicó en el Hombu Dojo con Kisshōmaru Ueshiba, hijo del fundador del aikidō, Morihei Ueshiba.
Durante su segunda estancia en Tokio en 1993, practicó Yoshinkan en la escuela de Gōzō Shioda, quien rara vez recibía visitas debido a su edad.
Fue guardaespaldas de instrucción, Vračarević celebró más de 150 seminarios en todo el mundo. Clubs del Real Aikido fueron sede de más de 120 000 estudiantes.